# Louis Clément
Pour les articles homonymes, voir Clément.
Louis Clément, né le 3 octobre 1765 à Choisel (Yvelines) et mort le 19 décembre 1822 à Versailles (Yvelines), est un militaire français, qui a combattu à la fin du règne de Louis XVI puis pendant la Révolution française et le Premier Empire.

## Biographie

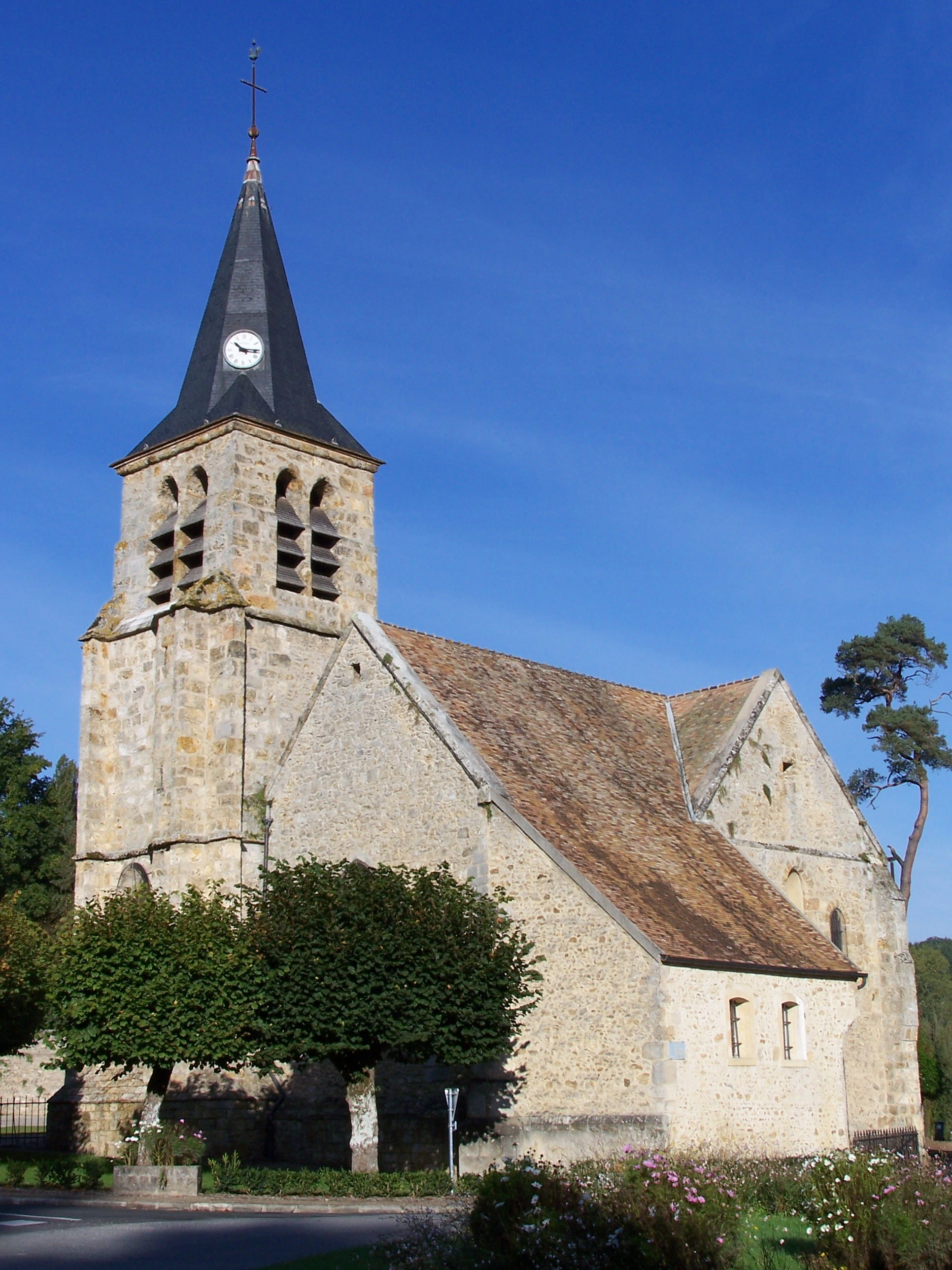
L'église Saint-Jean-Baptiste de Choisel

Louis Clément est né le 3 octobre 1765 à Choisel, un petit village entre Versailles et Dourdan, il est le fils de Jean Louis Clément (1707-v.1770) et de Marie Jeanne Le Tartre (1725-1786). Louis est baptisé le 4 octobre 1765 en l'église Saint-Jean-Baptiste de Choisel comme l'ensemble de ses nombreux frères et sœurs.
Dragon à partir du 19 mars 1786 dans le Régiment Colonel-Général (5e de l'arme en 1791), il effectue les campagnes de 1792 à l'an III aux armées du Nord et des Ardennes, et obtient les grades de brigadier le 20 novembre 1792, de maréchal-des-logis et de sous-lieutenant le 24 vendémiaire an II.
Passé à l'armée d'Italie en l'an IV, il se trouve au combat de Bassano le 22 fructidor, il sert pendant les ans V et VI à la même armée, est promu lieutenant à l'ancienneté le 15 nivôse an VII, étant à l'armée de l'Ouest, et capitaine le 9 floréal an VIII. Passé le 4 brumaire an IX avec son grade dans les grenadiers à cheval de la garde de consuls, il fait partie du camp de Boulogne de l'an XII à l'an XIII, est nommé chef d'escadron le 13 pluviôse, et d'emblée officier de la Légion d'honneur le 25 prairial an XII sur décision de Napoléon Bonaparte.
De l'an XIV à 1807, il sert en Autriche (1805), en Prusse (1806) et en Pologne (1807), et reçoit un coup de mitraille au front lors de la bataille d'Austerlitz le 2 décembre 1805. Parti pour l'Espagne en 1808, à la suite de l'Empereur, il revient à la Grande Armée d'Allemagne en 1809 et se trouve à la bataille de Wagram.
Admis à la retraite le 16 mars 1810, il se retire à Versailles où il se marie le 6 juin 1810 avec Jeanne Jacqueline Passard, il est alors domicilié au 41-42 rue Neuve Notre-Dame. Il meurt au 10 rue Neuve à Versailles le 19 décembre 1822.

## Décorations
Louis Clément est fait Officier de la Légion d'honneur le 14 juin 1804
Il devient Chevalier de l'Empire le 10 septembre 1808[réf. souhaitée].

## Source
- A. Lievyns, Jean Maurice Verdot, Pierre Bégat, Fastes de la Légion d'honneur, biographie de tous les décorés accompagnée de l'histoire législative et réglementaire de l'ordre, vol. 5, 1847 [détail de l’édition] (BNF 37273876)